# جام باشگاه‌های اروپا ۹۲–۱۹۹۱
جام باشگاه‌های اروپا ۹۲–۱۹۹۱ سی و هفتمین فصل از رقابت‌های فوتبال جام باشگاه‌های اروپا و آخرین دورهٔ برگزاری رقابت‌ها تحت عنوان جام باشگاه‌های اروپا بود.
بارسلونا در فینال با تک گل رونالد کومان که از طریق ضربه آزاد و در وقت اضافه دوم به ثمر رسید، سمپدوریا را شکست داد و برای نخستین بار قهرمان اروپا شد. این نخستین بار پس از سال ۱۹۶۶ بود که یک باشگاه اسپانیایی موفق شد تا در این رقابت‌ها به قهرمانی برسد.
این اولین فصل از رقابت‌ها بود که شامل یک مرحله گروهی بود و در آن مرحله، هشت تیم برندهٔ دور دوم، به دو گروه چهار تیمی تقسیم می‌شدند و به‌صورت رفت و برگشت با یکدیگر به رقابت می‎پرداختند و تیم‌های نخست هر یک از گروه‌ها، به دیدار نهایی راه می‌یافتند.
مدافع عنوان قهرمانی ستاره سرخ بلگراد، به‌خاطر جنگ‌های یوگسلاو، نتوانست از فرصت برگزاری دیدارهای خانگی در زمین اختصاصی خود بهره ببرد و این موضوع شانس این تیم برای دفاع از عنوان قهرمانی را کاهش داد. ستاره سرخ در مرحله گروهی در گروه خود دوم شد و نتوانست به دیدار فینال راه یابد. همچنین این آخرین فصلی بود که باشگاه‌های آن کشور توانستند در هر گونه رقابت فوتبال اروپایی شرکت کنند. در حالی که باشگاه‌های برخی از جمهوری‌های سابق یوگسلاوی اجازه داشتند تا از فصل ۹۴–۱۹۹۳ در رقابت‌ها شرکت کنند، باشگاه‌های جمهوری فدرال یوگسلاوی به دلیل تحریم سازمان ملل، تنها از فصل ۹۸–۱۹۹۷ اجازه بازگشت به سطح اول رقابت‌های فوتبال اروپایی را کسب کردند.
علاوه بر این، تا پیش از آنکه لایپزیش از طریق لیگ یکپارچه آلمان جواز حضور در لیگ قهرمانان اروپا ۱۸–۲۰۱۷ را کسب کند، این آخرین فصل حضور تیمی از آلمان شرقی در جام باشگاه‌های اروپا بود.
این فصل از مسابقات همچنین به‌خاطر اولین حضور باشگاه‌های انگلیسی پس از غیبت شش ساله ناشی از محرومیتی که در پی فاجعه ورزشگاه هیسل در سال ۱۹۸۵ نصیب آن‌ها شد، شناخته شده‌است. آن‌ها در صورتی‌که باشگاه دیگری غیر از لیورپول قهرمانی در لیگ فوتبال ۱۹۹۰ را کسب می‌کرد، می‌توانستند یک سال زودتر برگردند. اما لیورپول به‌دلیل آنکه یک سال بیشتر از سایر باشگاه‌های انگلیسی (۵ سال) محروم شده‌بود، اجازه حضور در رقابت‌های ۹۱–۱۹۹۰ را به‌دست نیاورد. در این فصل، آرسنال به‌عنوان نماینده انگلستان حضور یافت و در دور دوم با شکست برابر بنفیکا از دور رقابت‌ها کنار رفت.

## تیم‌ها
مجموع ۳۲ تیم در این دوره از رقابت‌ها شرکت کردند. تمام آن‌ها از دور اول وارد مسابقات شدند.
| فلامورتاری            | آستریا وین      | اندرلشت                | اتار                   |
| آپولون لیماسول        | اسپارتا پراگ    | بروندبی                | آرسنال                 |
| هلسینکی               | المپیک مارسی    | هانزا روستوک[Note GER] | کایزرسلاوترن[Note GER] |
| پاناتینایکوس          | بوداپست هونود   | فرم                    | سمپدوریا               |
| اونیون لوکزامبورگ     | هارون اسپارتانز | آیندهوون               | پورتاداون              |
| روزنبورگ              | زاگوئبیه لوبین  | بنفیکا                 | دانداک                 |
| یونیورسیتاتئا کرایووا | رنجرز           | دینامو کی‌یف            | بارسلونا               |
| گوتبورگ               | گراس‌هاپر        | بشیکتاش                | ستاره سرخ بلگرادTH     |

توضیحات
1. ^ آلمان (GER): سهمیه اولیه آلمان غربی/شرقی سابق، کماکان بکار برده می‌شود. کایزرسلاوترن به‌عنوان قهرمان فصل ۹۱–۱۹۹۰ بوندس‌لیگا به این دوره از رقابت‌ها راه یافت در حالی‌که هانزا روستوک به‌عنوان قهرمان د د اِر اوبرلیگا راهی رقابت‌ها شد. با توجه به اتحاد دوباره آلمان در اکتبر ۱۹۹۰، تمام پرچم‌ها به جای آلمان غربی/شرقی، نشان‌دهنده آلمان یکپارچه هستند. با این حال، طبق مقررات یوفا، مسابقات هانزا روستوک و رکوردهای این باشگاه بر مبنای آلمان شرقی و نه آلمان یکپارچه، محاسبه می‌شوند.

## دور اول

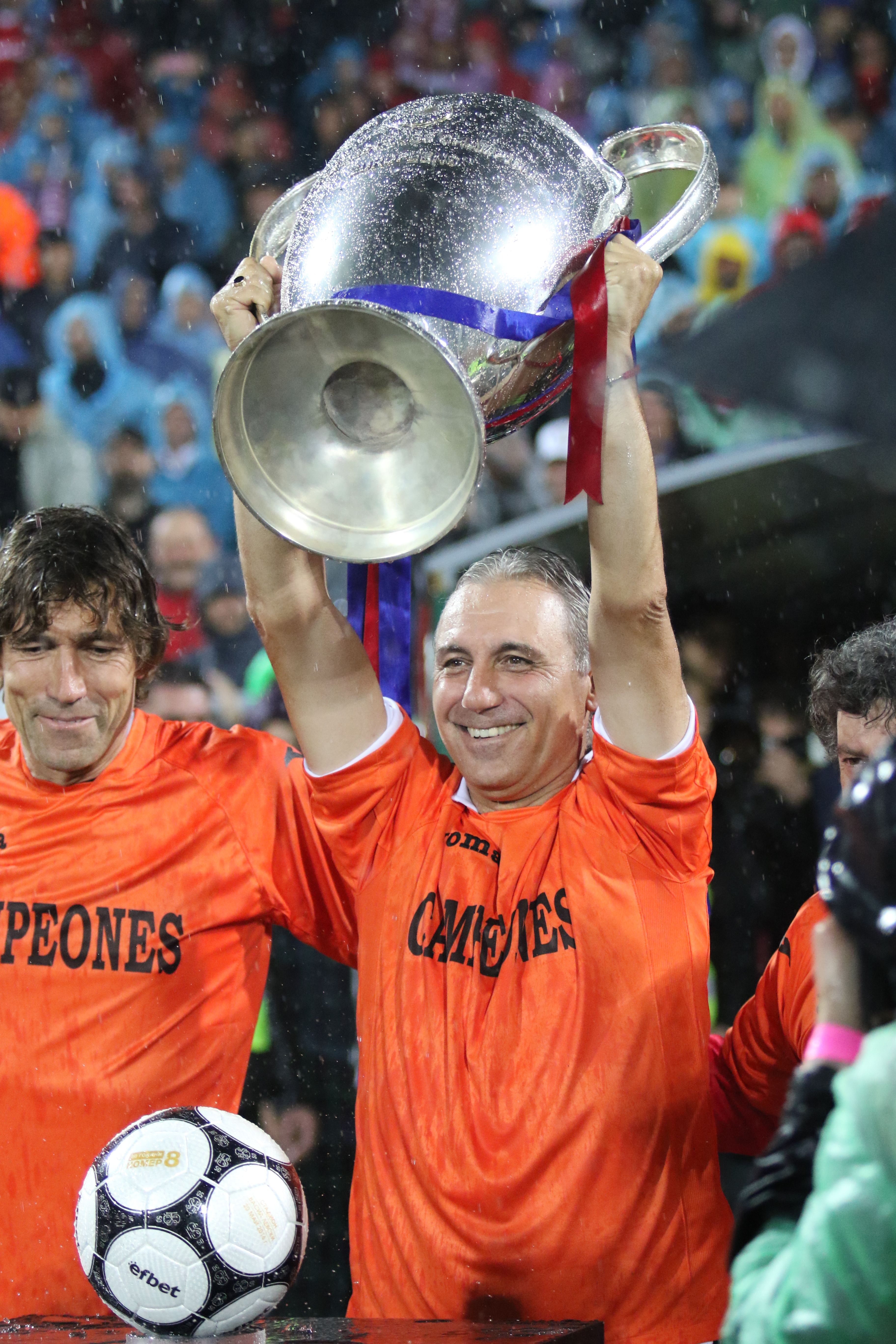
هریستو استویچکوف از اعضای تیم بارسلونا بود که قهرمان رقابت‌ها شد.

| تیم ۱                 | نتیجه‌نهایی | تیم ۲          | بازی رفت | بازی برگشت |
| --------------------- | ---------- | -------------- | -------- | ---------- |
| بارسلونا              | ۳–۱        | هانزا روستوک   | ۳–۰      | ۰–۱        |
| کایزرسلاوترن          | ۳–۱        | اتار           | ۲–۰      | ۱–۱        |
| اونیون لوکزامبورگ     | ۰–۱۰       | المپیک مارسی   | ۰–۵      | ۰–۵        |
| اسپارتا پراگ          | ۲–۲ (گ.ز.) | رنجرز          | ۱–۰      | ۱–۲        |
| هارون اسپارتانز       | ۰–۱۰       | بنفیکا         | ۰–۶      | ۰–۴        |
| آرسنال                | ۶–۲        | آستریا وین     | ۶–۱      | ۰–۱        |
| هلسینکی               | ۰–۴        | دینامو کی‌یف    | ۰–۱      | ۰–۳        |
| بروندبی               | ۴–۲        | زاگوئبیه لوبین | ۳–۰      | ۱–۲        |
| فرم                   | ۲–۲ (گ.ز.) | پاناتینایکوس   | ۲–۲      | ۰–۰        |
| گوتبورگ               | ۱–۱ (گ.ز.) | فلامورتاری     | ۰–۰      | ۱–۱        |
| بشیکتاش               | ۲–۳        | آیندهوون       | ۱–۱      | ۱–۲        |
| اندرلشت               | ۴–۱        | گراس‌هاپر       | ۱–۱      | ۳–۰        |
| ستاره سرخ بلگراد      | ۸–۰        | پورتاداون      | ۴–۰      | ۴–۰        |
| یونیورسیتاتئا کرایووا | ۲–۳        | آپولون لیماسول | ۲–۰      | ۰–۳        |
| بوداپست هونود         | ۳–۱        | دانداک         | ۱–۱      | ۲–۰        |
| سمپدوریا              | ۷–۱        | روزنبورگ       | ۵–۰      | ۲–۱        |

## دور دوم
| تیم ۱            | نتیجه‌نهایی | تیم ۲          | بازی رفت | بازی برگشت |
| ---------------- | ---------- | -------------- | -------- | ---------- |
| بارسلونا         | ۳–۳ (گ.ز.) | کایزرسلاوترن   | ۲–۰      | ۱–۳        |
| المپیک مارسی     | ۴–۴ (گ.ز.) | اسپارتا پراگ   | ۳–۲      | ۱–۲        |
| بنفیکا           | ۴–۲        | آرسنال         | ۱–۱      | ۳–۱ (و.ا.) |
| دینامو کی‌یف      | ۲–۱        | بروندبی        | ۱–۱      | ۱–۰        |
| پاناتینایکوس     | ۴–۲        | گوتبورگ        | ۲–۰      | ۲–۲        |
| آیندهوون         | ۰–۲        | اندرلشت        | ۰–۰      | ۰–۲        |
| ستاره سرخ بلگراد | ۵–۱        | آپولون لیماسول | ۳–۱      | ۲–۰        |
| بوداپست هونود    | ۳–۴        | سمپدوریا       | ۲–۱      | ۱–۳        |

### دور رفت
| دینامو کی‌یف     | ۱–۱   | بروندبی     |
| --------------- | ----- | ----------- |
| سالنکو ۷۷' (پ.) | گزارش | Nielsen ۱۲' |

| ستاره سرخ بلگراد                          | ۳–۱   | آپولون لیماسول |
| ----------------------------------------- | ----- | -------------- |
| پانچف ۱۶' · Lukić ۷۰' · ساویسویچ ۸۳' (پ.) | گزارش | Ptak ۴۱'       |

| پاناتینایکوس                | ۲–۰   | گوتبورگ |
| --------------------------- | ----- | ------- |
| ساراواکش ۲۷' · Marangos ۴۹' | گزارش |         |

| آیندهوون | ۰–۰   | اندرلشت |
| -------- | ----- | ------- |
|          | گزارش |         |

| بوداپست هونود               | ۲–۱   | سمپدوریا   |
| --------------------------- | ----- | ---------- |
| Pisont ۵۲' · Cservenkai ۷۲' | گزارش | کیروزو ۵۶' |

| المپیک مارسی             | ۳–۲   | اسپارتا پراگ                       |
| ------------------------ | ----- | ---------------------------------- |
| وادل ۳۴' · پاپن ۵۵'، ۶۰' | گزارش | Vrabec ۶۳' (پ.) · Kukleta ۸۰' (پ.) |

| بارسلونا           | ۲–۰   | کایزرسلاوترن |
| ------------------ | ----- | ------------ |
| بگیریستین ۴۱'، ۵۳' | گزارش |              |

| بنفیکا    | ۱–۱   | آرسنال   |
| --------- | ----- | -------- |
| سوارز ۱۵' | گزارش | کمپل ۱۸' |

### دور برگشت
| اسپارتا پراگ           | ۲–۱   | المپیک مارسی |
| ---------------------- | ----- | ------------ |
| Frýdek ۳۶' · Siegl ۷۰' | گزارش | پله ۸۶'      |

در مجموع ۴–۴، اسپارتاپراگ با قانون گل زده در خانه حریف برنده شد.
| آپولون لیماسول | ۰–۲   | ستاره سرخ بلگراد              |
| -------------- | ----- | ----------------------------- |
|                | گزارش | ساویسویچ ۴۸' · Lukić ۷۹' (پ.) |

ستاره سرخ بلگراد در مجموع ۵–۱ برنده شد.
| گوتبورگ                    | ۲–۲   | پاناتینایکوس           |
| -------------------------- | ----- | ---------------------- |
| Svensson ۲۳' · Ekström ۳۷' | گزارش | ساراواکش ۶۰'، ۸۱' (پ.) |

پاناتینایکوس در مجموع ۴–۲ برنده شد.
| بروندبی | ۰–۱   | دینامو کی‌یف  |
| ------- | ----- | ------------ |
|         | گزارش | Yakovenko ۶' |

دینامو کی‌یف در مجموع ۲–۱ برنده شد.
| اندرلشت                | ۲–۰   | آیندهوون |
| ---------------------- | ----- | -------- |
| دگریسه ۱۰' · بوفین ۹۰' | گزارش |          |

اندرلشت در مجموع ۲–۰ برنده شد.
| کایزرسلاوترن                | ۳–۱   | بارسلونا  |
| --------------------------- | ----- | --------- |
| Hotić ۳۵'، ۴۹' · گولدبک ۷۶' | گزارش | باکرو ۹۰' |

در مجموع ۳–۳، بارسلونا با قانون گل زده در خانه حریف برنده شد.
| آرسنال   | ۱–۳ (و.ا.) | بنفیکا                        |
| -------- | ---------- | ----------------------------- |
| پیتس ۲۰' | گزارش      | سوارز ۳۶'، ۱۰۹' · Kulkov ۱۰۰' |

بنفیکا در مجموع ۴–۲ برنده شد.
| سمپدوریا                      | ۳–۱   | بوداپست هونود   |
| ----------------------------- | ----- | --------------- |
| لومباردو ۱۰' · ویالی ۲۷'، ۴۶' | گزارش | Pari ۶۵' (گ.خ.) |

سمپدوریا در مجموع ۴–۳ برنده شد.

## مرحله گروهی

### گروه A
| جایگاه | تیم              | بازی | برد | تساوی | باخت | گل‌ز | گل‌خ | ت‌گل | امتیاز | صلاحیت           |
| ------ | ---------------- | ---- | --- | ----- | ---- | --- | --- | --- | ------ | ---------------- |
| ۱      | سمپدوریا         | ۶    | ۳   | ۲     | ۱    | ۱۰  | ۵   | ۵+  | ۸      | راهیابی به فینال |
| ۲      | ستاره سرخ بلگراد | ۶    | ۳   | ۰     | ۳    | ۹   | ۱۰  | ۱−  | ۶      |                  |
| ۳      | اندرلشت          | ۶    | ۲   | ۲     | ۲    | ۸   | ۹   | ۱−  | ۶      |                  |
| ۴      | پاناتینایکوس     | ۶    | ۰   | ۴     | ۲    | ۱   | ۴   | ۳−  | ۴      |                  |

| اندرلشت | ۰–۰   | پاناتینایکوس |
| ------- | ----- | ------------ |
|         | گزارش |              |

| سمپدوریا                          | ۲–۰   | ستاره سرخ بلگراد |
| --------------------------------- | ----- | ---------------- |
| Nedeljković ۷' (گ.خ.) · ویالی ۷۴' | گزارش |                  |

| پاناتینایکوس | ۰–۰   | سمپدوریا |
| ------------ | ----- | -------- |
|              | گزارش |          |

| ستاره سرخ بلگراد                    | ۳–۲   | اندرلشت                 |
| ----------------------------------- | ----- | ----------------------- |
| Ratković ۱۹' · Ivić ۷۰' · پانچف ۸۸' | گزارش | Lamptey ۳۳' · نیلیس ۵۵' |

مسابقه در بوداپست، مجارستان برگزار شد. با توجه به آنکه یوفا تیم‌های یوگسلاو را به دلیل رو به وخامت گذاشتن اوضاع امنیتی در این کشور، ناشی از حوادث قومی که سرانجام به جنگ‌های یوگسلاو تبدیل شدند، از برگزاری مسابقات خانگی در یوگسلاوی محروم کرده‌بود.
| پاناتینایکوس | ۰–۲   | ستاره سرخ بلگراد |
| ------------ | ----- | ---------------- |
|              | گزارش | پانچف ۷۰'، ۸۷'   |

| اندرلشت                     | ۳–۲   | سمپدوریا       |
| --------------------------- | ----- | -------------- |
| دگریسه ۵۳' · نیلیس ۶۶'، ۸۸' | گزارش | ویالی ۲۶'، ۶۳' |

| ستاره سرخ بلگراد    | ۱–۰   | پاناتینایکوس |
| ------------------- | ----- | ------------ |
| میهایلوویچ ۵۳' (پ.) | گزارش |              |

مسابقه در صوفیه، بلغارستان برگزار شد. با توجه به آنکه یوفا تیم‌های یوگسلاو را به دلیل رو به وخامت گذاشتن اوضاع امنیتی در این کشور، ناشی از حوادث قومی که سرانجام به جنگ‌های یوگسلاو تبدیل شدند، از برگزاری مسابقات خانگی در یوگسلاوی محروم کرده‌بود.
| سمپدوریا                   | ۲–۰   | اندرلشت |
| -------------------------- | ----- | ------- |
| لومباردو ۳۳' · مانچینی ۳۵' | گزارش |         |

| پاناتینایکوس | ۰–۰   | اندرلشت |
| ------------ | ----- | ------- |
|              | گزارش |         |

| ستاره سرخ بلگراد | ۱–۳   | سمپدوریا                                            |
| ---------------- | ----- | --------------------------------------------------- |
| میهایلوویچ ۱۹'   | گزارش | کاتانیتس ۳۴' · Vasilijević ۴۱' (گ.خ.) · مانچینی ۷۶' |

مسابقه در صوفیه، بلغارستان برگزار شد. با توجه به آنکه یوفا تیم‌های یوگسلاو را به دلیل رو به وخامت گذاشتن اوضاع امنیتی در این کشور، ناشی از حوادث قومی که سرانجام به جنگ‌های یوگسلاو تبدیل شدند، از برگزاری مسابقات خانگی در یوگسلاوی محروم کرده‌بود.
| اندرلشت                             | ۳–۲   | ستاره سرخ بلگراد    |
| ----------------------------------- | ----- | ------------------- |
| باراسو ۳' · بوسمان ۴۴' · دگریسه ۸۲' | گزارش | پانچف ۷' · Čula ۸۰' |

| سمپدوریا    | ۱–۱   | پاناتینایکوس |
| ----------- | ----- | ------------ |
| مانچینی ۳۶' | گزارش | Marangos ۲۷' |

### گروه B
| تیم          | بازی | برد | تساوی | باخت | گل‌ز | گل‌خ | ت‌گل | امتیاز | صلاحیت           |
| ------------ | ---- | --- | ----- | ---- | --- | --- | --- | ------ | ---------------- |
| بارسلونا     | ۶    | ۴   | ۱     | ۱    | ۱۰  | ۴   | ۶+  | ۹      | راهیابی به فینال |
| اسپارتا پراگ | ۶    | ۲   | ۲     | ۲    | ۷   | ۷   | ۰   | ۶      |                  |
| بنفیکا       | ۶    | ۱   | ۳     | ۲    | ۸   | ۵   | ۳+  | ۵      |                  |
| دینامو کی‌یف  | ۶    | ۲   | ۰     | ۴    | ۳   | ۱۲  | ۹−  | ۴      |                  |

| دینامو کی‌یف | ۱–۰   | بنفیکا |
| ----------- | ----- | ------ |
| سالنکو ۲۹'  | گزارش |        |

| بارسلونا                          | ۳–۲   | اسپارتا پراگ             |
| --------------------------------- | ----- | ------------------------ |
| آمور ۱۴' · لادروپ ۳۴' · باکرو ۶۱' | گزارش | Vrabec ۱۹' · Němeček ۶۴' |

| اسپارتا پراگ             | ۲–۱   | دینامو کی‌یف |
| ------------------------ | ----- | ----------- |
| Němeček ۱۳' · Vrabec ۲۲' | گزارش | Sharan ۵۵'  |

| بنفیکا | ۰–۰   | بارسلونا |
| ------ | ----- | -------- |
|        | گزارش |          |

| دینامو کی‌یف | ۰–۲   | بارسلونا                    |
| ----------- | ----- | --------------------------- |
|             | گزارش | استویچکوف ۳۳' · سالیناس ۶۶' |

| بنفیکا           | ۱–۱   | اسپارتا پراگ |
| ---------------- | ----- | ------------ |
| Pacheco ۵۳' (پ.) | گزارش | Novotný ۳۱'  |

| اسپارتا پراگ | ۱–۱   | بنفیکا            |
| ------------ | ----- | ----------------- |
| چواناک ۴۵'   | گزارش | Vítor Paneira ۲۹' |

| بارسلونا                         | ۳–۰   | دینامو کی‌یف |
| -------------------------------- | ----- | ----------- |
| استویچکوف ۶۰'، ۸۱' · سالیناس ۸۸' | گزارش |             |

| اسپارتا پراگ | ۱–۰   | بارسلونا |
| ------------ | ----- | -------- |
| Siegl ۶۵'    | گزارش |          |

| بنفیکا                                      | ۵–۰   | دینامو کی‌یف |
| ------------------------------------------- | ----- | ----------- |
| Brito ۲۵'، ۶۲' · سوارز ۷۱' · Yuran ۸۳'، ۸۷' | گزارش |             |

| دینامو کی‌یف | ۱–۰   | اسپارتا پراگ |
| ----------- | ----- | ------------ |
| سالنکو ۸۲'  | گزارش |              |

| بارسلونا                  | ۲–۱   | بنفیکا    |
| ------------------------- | ----- | --------- |
| استویچکوف ۱۰' · باکرو ۲۵' | گزارش | Brito ۲۹' |

## فینال
| سمپدوریا | ۰–۱ (و.ا.) | بارسلونا          |
| -------- | ---------- | ----------------- |
|          | گزارش      | رونالد کومان ۱۱۲' |

## قهرمان
| قهرمان جام باشگاه‌های اروپا ۱۹۹۱-۹۲ |
| ---------------------------------- |
| بارسلونا                           |
| اولین قهرمانی                      |

## گلزنان برتر
گلزنان برتر جام باشگاه‌های اروپا ۹۲–۱۹۹۱ به شرح زیر است:
| رتبه | نام                | تیم              | تعداد گل |
| ---- | ------------------ | ---------------- | -------- |
| ۱    | Sergei Yuran       | بنفیکا           | ۷        |
| ۱    | ژان-پیر پاپن       | المپیک مارسی     | ۷        |
| ۳    | لوک نیلیس          | اندرلشت          | ۶        |
| ۳    | دارکو پانچف        | ستاره سرخ بلگراد | ۶        |
| ۳    | جانلوکا ویالی      | سمپدوریا         | ۶        |
| ۶    | ایسایس مارکز سوارز | بنفیکا           | ۵        |
| ۷    | هریستو استویچکوف   | بارسلونا         | ۴        |
| ۷    | César Brito        | بنفیکا           | ۴        |
| ۷    | مارک دگریسه        | اندرلشت          | ۴        |
| ۷    | آتیلیو لومباردو    | سمپدوریا         | ۴        |
| ۷    | روبرتو مانچینی     | سمپدوریا         | ۴        |
| ۷    | سینیشا میهایلوویچ  | ستاره سرخ بلگراد | ۴        |
| ۷    | آلن اسمیت          | آرسنال           | ۴        |